# Gidda
Gidda, auch Giddah, war ein Volumenmaß für Getreide in Masulipatam, einer Stadt in der britischen Präsidentschaft Madras an der Koromandelküste in Vorderindien.
- 1 Gidda = 0,1434 Liter